# تپه نوعه
تپه نوعه مربوط به دوران پیش از تاریخ ایران باستان است و در شهرستان شازند، بخش سروند، روستای مالمیر واقع شده و این اثر در تاریخ ۱۲ بهمن ۱۳۸۱ با شمارهٔ ثبت ۷۲۲۸ به‌عنوان یکی از آثار ملی ایران به ثبت رسیده است.